# Heinrich Oesterheld
Heinrich Bernhard Ernst Oesterheld (* 22. Juli 1887 in Berlin; † 14. Juli 1931 in Breslau) war ein deutscher Schauspieler und Komiker.

## Leben und Wirken
Nach dem Schulbesuch ging er zum Theater. Als Schauspieler und Komiker trat er in Berlin, am Thalia Theater in Hamburg und an verschiedenen Provinzbühnen auf. Ab der Spielzeit 1908/09 war er bis 1911 für drei Spielzeiten am Wallner-Theater in Berlin engagiert. 1912 gastierte er am Walhalla-Theater in Halle (Saale) als Teddy Butterfly in dem Ausstattungsstück Zweimal gelebt von Walter Melville. In der Spielzeit 1912/13 folgte ein Engagement am Stadttheater in Libau. Mit Beginn der Spielzeit 1913/14 wechselte er für zwei Spielzeiten an das Stadttheater Guben.
Zur Saison 1915/16 wurde er als „Großherzoglicher Hofschauspieler“ an das Großherzogliche Hoftheater Oldenburg verpflichtet. Dort trat er u. a. als „gutmütig-täppischer“ Schäfer in Ein Wintermärchen, als Schwiegervater Knauer in dem musikalischen Schwank Die Schöne vom Strande von Oskar Blumenthal und Gustav Kadelburg, als Justizrat Schlesinger in dem Schwank Die bessere Hälfte von Franz Arnold und Ernst Bach sowie als Erzieher Dr. Jüttner in Alt-Heidelberg auf. Außerdem wirkte er am Großherzoglichen Hoftheater Oldenburg in den Operetten Jung muß man sein und Der verliebte Herzog von Jean Gilbert mit.
1920 trat er im Konzert- und Ballhaus Astoria in Oldenburg als Komiker auf. 1927 wirkte er am Residenz-Theater in Berlin in der Erstaufführung des Singspiels Der Leibkutscher des Friedericus Rex von Josef Snaga in der Rolle des Bauern Anton mit. Er wurde in dieser Rolle als „zwangloser Weißbier-Komiker“, der den „richtigen, schnodderigen Berliner Ton“ hat, gelobt.
Zuletzt hatte er kein festes Engagement mehr, sondern trat als Gast u. a. in Dresden, Stuttgart und Dortmund auf. 
Zu seinen Bühnenrollen gehörten im Laufe seiner Theaterlaufbahn u. a. der Pförtner in Macbeth, die Titelrolle in dem Lustspiel Der Herr Senator von Franz von Schönthan und Gustav Kadelburg, der Bettler Loidl in Kadelburgs Lustspiel Im Weißen Rößl, der Nachtwächter Eichholz in Hermann Sudermanns Schauspiel Stein unter Steinen und der Bauer Mathies in Die Kreuzlschreiber.
Oesterheld starb im 44. Lebensjahr in einem Krankenhaus in Breslau.